# Gouvernement Saratow

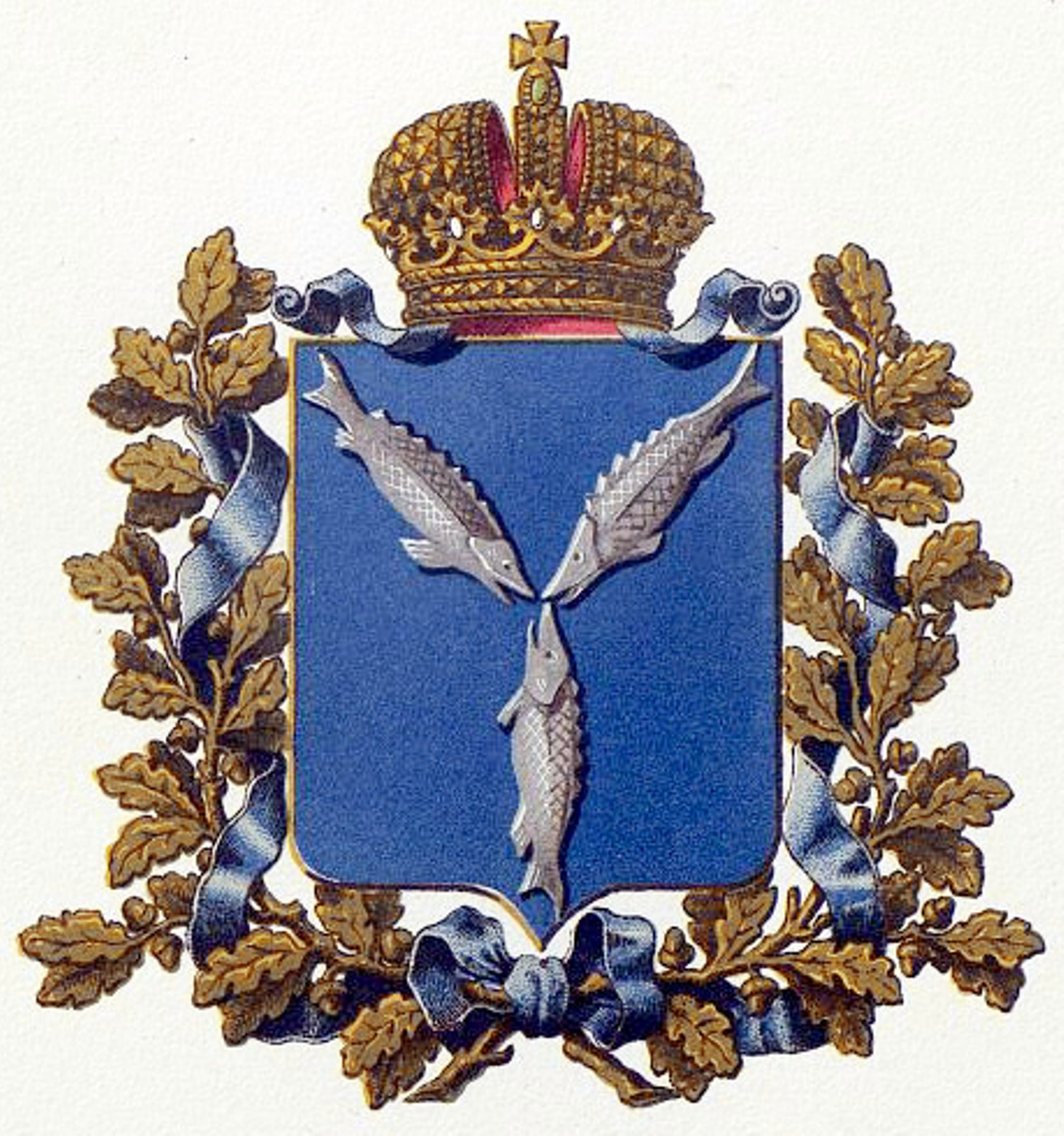
Wappen des Gouvernements

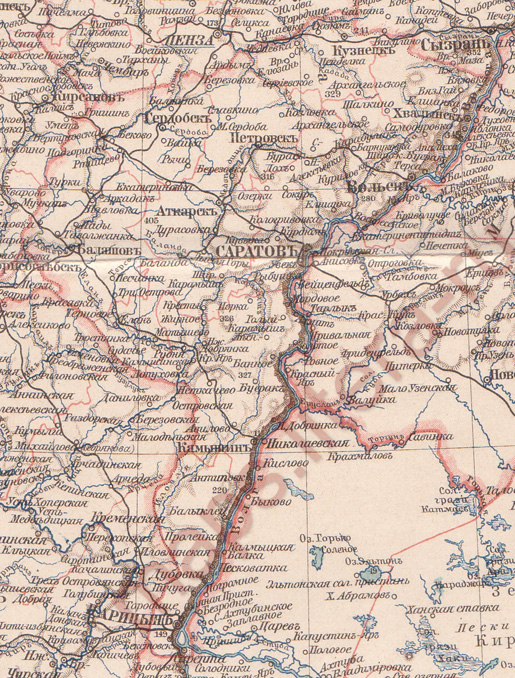
Karte

Das Gouvernement Saratow (auch Gouvernement Saratov, russisch Саратовская губерния/Saratowskaja gubernija) war zwischen 1780 (bzw. 1782 oder 1797) und 1928 ein Gouvernement im Russischen Kaiserreich und der Russischen Sozialistischen Föderativen Sowjetrepublik. Es grenzte an folgende Gouvernements (von Norden im Uhrzeigersinn): Simbirsk, Samara, Astrachan, der Oblast der Donkosaken, Woronesch, Tambow und Pensa.
Hauptstadt war die Stadt Saratow. Es umfasste eine Fläche von 84.492 km². 1914 gehörten die folgenden Kreise (Ujesde) zum Gouvernement Saratow:
| - Atkarsk - Balaschow - Chwalynsk | - Kamyschin - Kusnezk - Petrowsk - Saratow | - Serdobsk - Wolsk - Zarizyn (heute Wolgograd) |

Im Jahr 1897 hatte das Gouvernement 2.405.809 Einwohner (28 pro km²). Davon waren 1.846.436 Russen, 166.528 Deutsche, 123.893 Mordwinen, 94.693 Tataren und 14.403 Tschuwaschen. Dem religiösen Bekenntnis nach gab es fast 89 Prozent Orthodoxe, 5,6 Prozent Protestanten, 3,9 Prozent Muslime und 1,4 Prozent Katholiken.

## Geschichte
Am 11. Januar 1780 ordnete Katharina II. mit einem Erlass die Gründung einer Statthalterschaft Saratow (Саратовское наместничество/ Saratowskoje namestnitschestwo) an. Am 3. Februar 1781 wurde die Statthalterschaft mit neun Distrikten in Anwesenheit des Bischofs und des Statthalters von Astrachan offiziell gegründet. Noch im gleichen Jahr erhielt das neue Verwaltungsgebiet ein Wappen. Anfang 1782 erfolgte die Umbenennung in Gouvernement Saratow (erste Verwendung dieser Bezeichnung in Dokumenten am 2. April 1782).
Während der Neugliederung der Provinzen verfügte ein Erlass vom 12. Dezember 1796 die Auflösung des Gouvernements Saratow  und die Aufteilung des Gebiets auf die Gouvernements Pensa und Astrachan. Nur drei Monate später, am 5. März 1797, wurde mit einem weiteren Erlass die Wiederherstellung des Gouvernement Saratow angeordnet. 
Am 29. März 1919 wurden die südlichen Teile des Gouvernements ausgegliedert und bildeten einen Teil des neuen Gouvernements Zarizyn. Dafür erhielt das Gouvernement Saratow große Gebiete am linken (östlichen) Ufer der Wolga, die zuvor zum Gouvernement Samara gehörten. 1922 wurde ein Teil dieser Gebiete an die Arbeitskommune, die spätere (ab 6. Januar 1924) ASSR der Wolgadeutschen, zurückgegeben.
Mit der Bildung der Oblast Untere Wolga (Нижневолжская область/ Nischnewolschskaja oblast) am 21. Mai 1928 erfolgte eine Vereinigung der Gouvernements Saratow, Stalingrad (wie das Gouvernement Zarizyn seit 10. April 1925 hieß), Astrachen und weiteren Teilen des Gouvernements Samara. Hauptstadt der Verwaltungseinheit, die bereits am 11. Juni 1928 erneut, nun in Region Untere Wolga (Нижневолжский край/ Nischnewolschski krai) umbenannt wurde, blieb Saratow.